# آلگایدا
آلگایدا (به اسپانیایی: Algaida) یک شهرستان در اسپانیا است که در مایورکا واقع شده‌است.

## خصوصیات
آلگایدا ۸۹٫۷۸ کیلومترمربع مساحت و ۵٬۰۵۰ نفر جمعیت دارد.